# Цифровая история
Цифрова́я исто́рия (англ. Digital history) — раздел цифровых гуманитарных наук, изучающий использование компьютерных технологий и цифровых медиа для исторического анализа, исследований и визуализации данных. Два основных применения данного направления — знакомство интернет-аудитории с цифровыми архивами, интерактивными картами, хрониками событий (то есть углубление исторических знаний пользователей Сети) и создание новых исследовательских инструментов для учёных-историков, помогающих им в развитии истории как науки. Последние исследования в области цифровой истории включают в себя следующие элементы: креативность, сотрудничество различных специалистов, новейшие технологии, интеллектуальный анализ данных, корпусную лингвистику, 3D-моделирование и анализ больших данных.

## История
Цифровая история 1960-х и 1970-х годов фокусировалась на количественном анализе, в основном используя демографические данные — результаты переписи, итоги выборов, телефонные справочники и т. д. Компьютеры того времени производили статистический анализ и определяли различные тренды в развитии отдельно взятого общества. Концентрация на демографии объясняется тем, что флагманским направлением развития исторической науки являлась социальная история. В конце семидесятых интерес нового поколения историков сместился в сторону культурологии, а количественный анализ, наряду с клиометрикой, постепенно стал восприниматься, как инструмент экономистов и политологов.
В восьмидесятых стало активно развиваться программное обеспечение, что привело к созданию библиотекой Конгресса в 1982 году проекта Optical Disk Pilot Project. Суть проекта заключалась в публикации части архивов библиотеки на лазерных дисках.
В конце восьмидесятых была основана Ассоциация истории и обработки данных.
В 1994 году в Университете Джорджа Мейсона был основан Центр истории и новых медиа имени Роя Розенцвейга.
В 1997 году Эдвард Айерс, в будущем канцлер Университета Ричмонда, и Уильям Томас впервые использовали термин «цифровая история», основав Центр цифровой истории Университета Вирджинии, первый исследовательский центр, посвященный исключительно истории.

## Применение
Цифровая история, наряду с традиционными методами изучения истории, может использоваться следующим образом:
- соединение новых и уже привычных исследовательских методов позволяет учёным прийти к новым выводам, обнаружить ранее неизвестные закономерности, по-новому интерпретировать уже известную информацию;
- технологии могут выполнить работу, с которой не справится человек, — например, обработать огромное количество одно- или разнородных данных;
- создание инфографик, моделей и карт данных.

## Известные проекты
Так как проекты в области цифровой истории требуют участия самых разных специалистов, от учёных-историков до программистов, данное направление развивается в основном на базе университетов и научно-исследовательских организаций, обладающих необходимыми ресурсами для организации работы.
Большое количество проектов реализуется в вышеупомянутых Центре истории и новых медиа имени Роя Розенцвейга и Центре цифровой истории Университета Вирджинии. Вносят свой вклад в развитие данной сферы проекты кафедры (департамента) Digital Humanities Лондонского Королевского колледжа. Преподаватели и студенты кафедры создали онлайновую базу данных «Духовенство англиканской церкви» 1,5 млн записей которых содержат информацию о биографии священников и учителей приходских школ в период от Реформации до середины XIX века.
Отдельного внимания заслуживает совместный проект Университета Виктории, Шербрукского университета и Педагогического института Онтарио (входит в состав Университета Торонто) Great Unsolved Mysteries in Canadian History. В отличие от более академичных проектов, упомянутых выше, этот проект создан для широкой публики. На сайте размещены обучающие материалы, с помощью который любой желающий может овладеть начальными навыками проведения исторических исследований. Данный инструмент используется канадскими преподавателями, чтобы помочь им развить у студентов аналитические навыки и комплексное понимание истории страны.
Одним из неисследовательских проектов в данной области является British History Online, электронная библиотека, содержащая около 4 млн оцифрованных страниц британских национальных и местных газет XVIII, XIX, в некоторых случаях XX века.
В России крупнейшей на 2015 год электронной библиотекой является Национальная электронная библиотека, являющаяся частью Российской государственной библиотеки. Количество обращений за 2015 год составило 9 478 349 раз.

## Преподавание в университетах
Студенты Лондонского королевского колледжа, обучающиеся на кафедре Digital Humanities, получают такие навыки, как, например, понимание возможностей и ограничений компьютерных технологий и методов, умение пользоваться языком разметки XML, XSLT, разработка баз данных и умение применять данные инструменты в гуманитарной области знания.
Студенты Университета Хартфордшира в рамках курса Digital History получают навыки создания цифровых карт и программирования на языке Python, признанном наиболее подходящим для разработки инструментария в данной области.
Подобные курсы есть в крупнейших университетах, таких как Гарвард или Оксфорд, где они являются частью исторического образования. В России пионером в этой сфере является Московский государственный университет имени Ломоносова, на историческом факультете которого с 2011 года читается курс «Цифровая история (digital history): проблемы, технологии, решения», в который входит элемент дистанционного образования.

## Перевод термина
Перевод «цифровая история» является буквальным, но не совсем точным, так как вызывает ассоциации с тем разделом истории, который занимается статистическими источниками, так называемой «историей в цифрах». Более корректным является перевод «историческая информатика», который и используется некоторыми российскими учеными.
В данной статье использован перевод «цифровая история», так как он является гораздо более распространенным и также применяется в научных исследованиях.